# Bob Dunbar
Robert H. Dunbar (* 1859 in Pictou, Nova Scotia; † Juni 1937) war ein kanadischer Curler. Er galt zu seiner Zeit als einer der besten Curler in Kanada und den Vereinigten Staaten.
Dunbar kam in den 1870er Jahren nach Winnipeg. Dort war er Angestellter eines Hotels, das sich unweit des Thistle Curling Clubs befand. In seiner Freizeit lernte er dort den Curlingsport. Er entwickelte sich in den 1890er Jahren zu einem Topspieler und gewann als Skip des Thistle Curling Club zahlreiche Wettkämpfe. 1901 ging er nach Minnesota, wo er erfolgreich für den Capitol City Curling Club und St. Paul Curling Club tätig war sowie später in Eveleth spielte. Zwischen 1910 und 1924 war er mit seinen Teams siebenmal Minnesota State Men’s Bonspiel Champion.
1996 wurde er in die Manitoba Curling Hall of Fame und 2004 in die Manitoba Sports Hall of Fame aufgenommen. Dunbar hatte einen Sohn (Robert G. „Bob“ Dunbar, Jr.), mit dem er zeitweise in einem Team spielte.